# Birkende Sogn

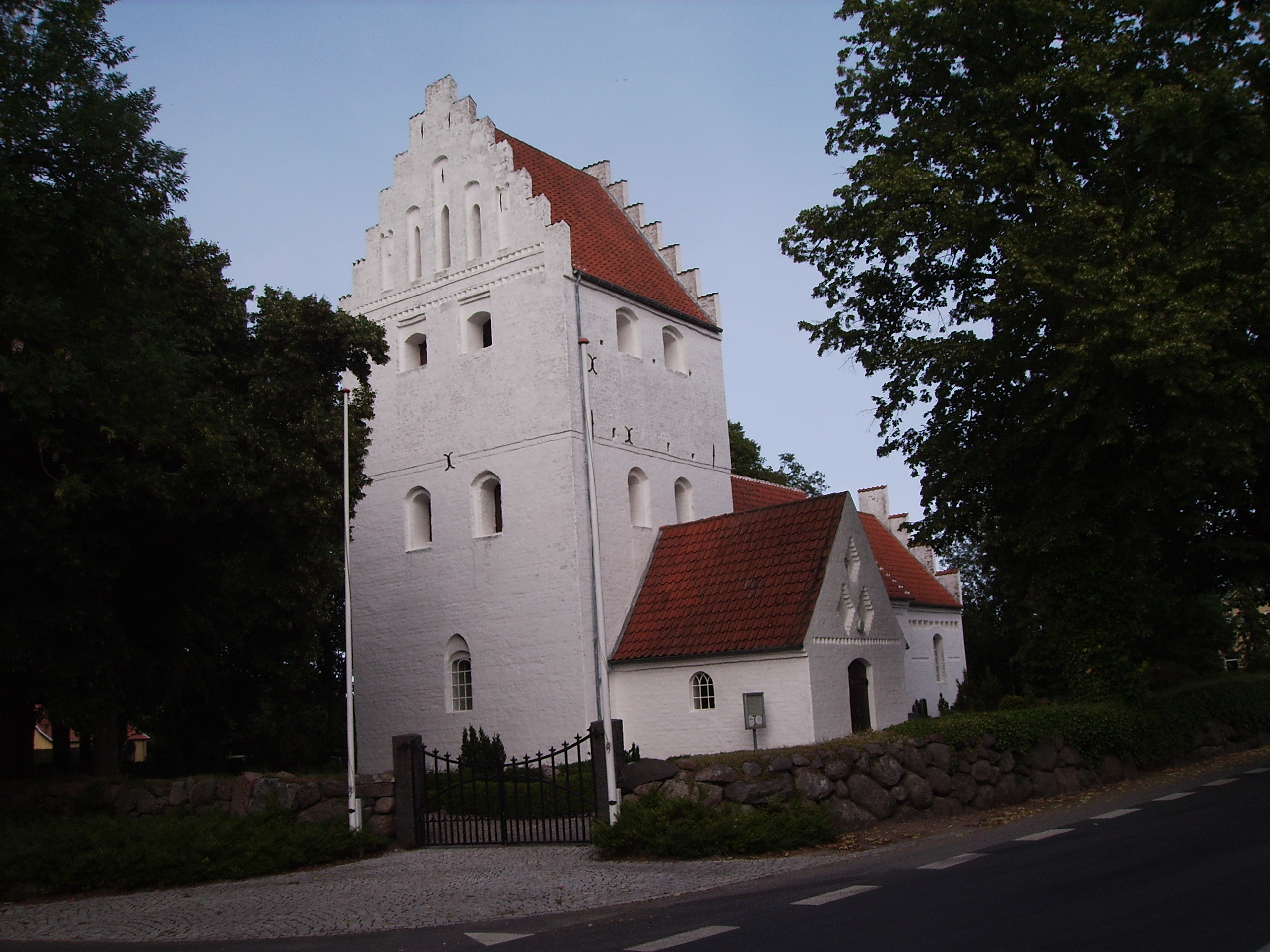
Birkende Kirke

Birkende Sogn ist eine Kirchspielsgemeinde (dän.: Sogn)
auf der Insel Fyn (dt.: Fünen)
im südlichen Dänemark. Bis 1970 gehörte sie zur Harde Bjerge Herred im damaligen Odense Amt, danach zur Langeskov Kommune im
Fyns Amt, die im Zuge der  Kommunalreform zum 1. Januar 2007 in der
Kerteminde Kommune in der Region Syddanmark aufgegangen ist.
Im Kirchspiel leben 2017 Einwohner, davon 702 im Kirchdorf (Stand: 1. Januar 2023). Im Kirchspiel liegt die Kirche „Birkende Kirke“.
Nachbargemeinden sind im Nordwesten Marslev Sogn, im Nordosten Kølstrup Sogn, im Osten Rynkeby Sogn und im Süden Rønninge Sogn ferner in der westlich benachbarten Odense Kommune Davinde Sogn und in der östlich benachbarten Nyborg Kommune Ullerslev Sogn.